# Adjarra
Adjarra är en kommun i departementet Ouémé i Benin. Kommunen hade 97 424 invånare år 2013.